# 岸本栞奈
岸本 栞奈（きしもと かんな、1997年2月18日 - ）は、山口県出身の元ハンドボール選手。日本ハンドボールリーグのソニーセミコンダクタマニュファクチャリングに所属していた。

## 経歴
山口県立華陵高等学校時代は2013年に第5回女子ユースアジア選手権の日本代表U-18に選出。
2014年は第5回女子ユース世界選手権の日本代表U-18に選ばれた。
高校卒業後は大阪体育大学へ進学。
2019年に日本ハンドボールリーグのソニーセミコンダクタマニュファクチャリングへ加入。
2019年引退。

## 詳細情報

### 年度別成績
| 年       | チーム   | 試合 | FS 阻止 | 率   | 7m 阻止 | 率   |
| -------- | -------- | ---- | ------- | ---- | ------- | ---- |
| 2019-20  | ソニー   | 2    | 3/7     | .429 | 1/3     | .333 |
| JHL：1年 | JHL：1年 | 2    | 3/7     | .429 | 1/3     | .333 |

- 各年度の太字はリーグ最高

### 背番号
- 26 (2019 - 20年)

## 代表歴

### 日本代表U-18
- ユース世界選手権 (2014年)
- ユースアジア選手権 (2013年)